# Narcisse Díaz de la Peña

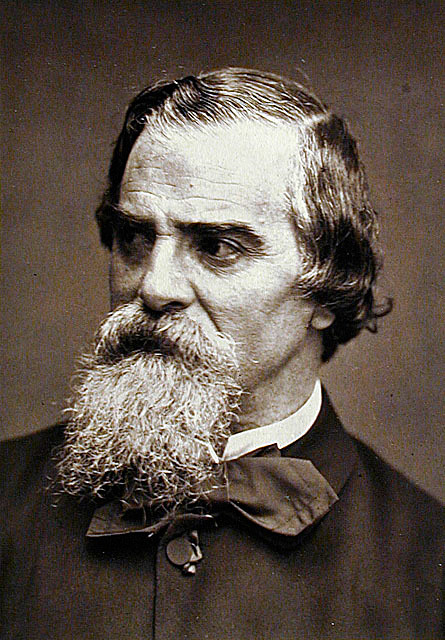
Narcisse Díaz de la Peña, circa 1880.

Narcisse Virgilio Díaz de la Peña (Bordeaux, 20 augustus 1807 - Menton, 18 november 1876) was een Franse kunstschilder van Spaanse komaf. Hij was een schilder van de School van Barbizon.

## Jeugd
Diaz verloor zijn Spaanse ouders toen hij tien jaar was. Het geluk was niet aan zijn zijde: later werd hij in een been gebeten door een slang, waardoor het uiteindelijk moest worden afgezet en vervangen door een houten been. Hij werd opgevoed door een Protestantse geestelijke. Toen hij vijftien was ging hij werken in een atelier, waar hij porselein beschilderde. Later ging hij echt schilderen.

## Natuur

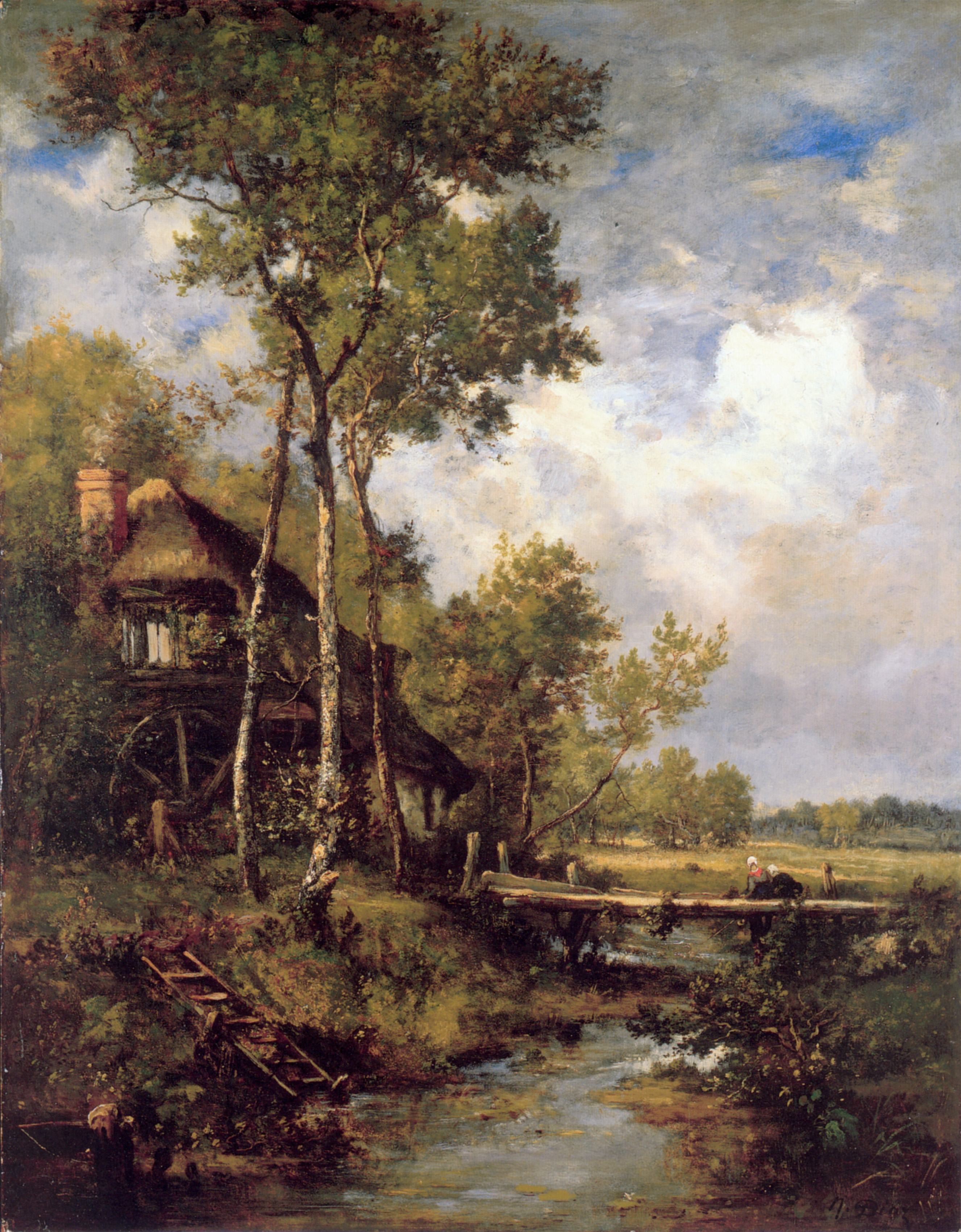
'De oude windmolen bij Barbizon'

In 1831 ontmoette hij Théodore Rousseau, die hem veel tips gaf over de technieken die hij gebruikte. Onder invloed van Eugène Delacroix sloot hij zich aan bij de Romantische beweging. Ook bestudeerde hij het werk van Antonio da Correggio. Hij sloot zich rond 1837 aan bij de Barbizon-groep en schilderde de natuur rond Fontainebleau, Bas-Bréau en bijvoorbeeld Apremont. Later werden zijn landschappen bevolkt door allegorische en mythologische figuren en figuren uit het 'echte leven', zoals zigeuners. 
Hij stelde zijn werk regelmatig tentoon, met name in de Salon de Paris en had daarmee ook veel succes. In de jaren zeventig steeg hij steeds meer in de achting van verzamelaars. 
In 1876 liep hij een stevige kou op toen hij het graf van zijn zoon bezocht. Hij ging naar Menton om te herstellen, maar overleed op 18 november dat jaar. In 1881 werd hij postuum geëerd met een benoeming in het Franse Legioen van Eer.

## Invloed
Diaz had geen leerlingen, maar had wel enige invloed, waaronder op François Visconti en Léon Richet.

## Musea
Zijn werk bevindt zich onder meer in het Louvre, de Wallace Collection en het Brooklyn Museum.
- Biblioteca Nacional de España: XX5294501
- Bibliothèque nationale de France: cb14040634h (data)
- Gemeinsame Normdatei: 130150495
- International Standard Name Identifier: 0000 0001 1621 7237
- KulturNav: 062d3a1f-e872-4890-b692-b41f3b882647
- Library of Congress Control Number: nr97042021
- Base Léonore: LH//771/35
- National Gallery of Victoria: 1159
- Nationale Bibliotheek van Tsjechië: xx0219940
- Nationale Bibliotheek van Israël: 987007434379505171
- RKD-Nederlands Instituut voor Kunstgeschiedenis: 22511
- SNAC: w65b05rr
- Système universitaire de documentation: 072319143
- Union List of Artist Names: 500008285
- Virtual International Authority File: 37117325
- WorldCat: E39PCjtVp4JRFhX6JyfhqcrYrq